# 大場正史
大場 正史（おおば まさふみ、1914年1月1日 - 1969年7月17日）は、日本の翻訳家、性文化研究者。
バートン版『千夜一夜物語』の単独訳で知られる。

## 生涯
佐賀県生まれ。1968年『千夜一夜物語』ほかの翻訳で河出文化賞受賞。そのほかインドの古典性典『カーマ・スートラ』のほか、性科学などに関する著書、翻訳多数。

## 著書
- 『接吻の文化史』（生活社） 1955
- 『接吻』（東京ライフ社） 1958
- 『エロスの戒め』（東京ライフ社） 1958
- 『男の匂い女の匂い 性における匂いの研究』（第二書房） 1960
- 『せっぷん千一夜』（桃源社） 1962
- 『ヴィナス礼讃 世界性風俗志』（光風社書店） 1966
- 『禁じられた夜話 あらびあん・ないと物語』（桃源社） 1969
- 『あらびあんないと事典』（編、青蛙房） 1961
- 『千夜一夜物語絵画集 別巻』（編、桃源社） 1969

## 翻訳
- 『誘拐されて』（R.L.ステイーヴンスン、斎藤三夫共訳、五元書庫） 1949、のち角川文庫 1953
- 『若き性』（ヴィルヘルム・シュテーケル、あまとりあ社） 1954
- 『完全なる配偶者 結婚と配偶者の選択』（ヴァン・デ・ヴェルデ、生活社） 1955
- 『性と愛の百科事典 正続篇』（レンニー・マカンドリュー、生活社） 1955
- 『思春期』（ヴィルヘルム・シェテーケル、生活社） 1955
- 『偶像と女スパイ』（ノラ・マレー、国際文化研究所） 1956
- 『現代社会の性問題』（ラッセル他、訳編、河出新書） 1956
- 『百万人の性愛入門』（フィールディング、季節風書店） 1957
- 『クレムリン 失われた星』（A・オーロフ、鳳映社、海外名著全集） 1957
- 『性の心理学入門』（ハヴロック・エリス、河出新書） 1957
- 『戦争か平和か ダレス回顧録』（ジョン・ダレス、鳳映社） 1958、のち改題『戦争か平和か 国務長官回想録』（中公文庫） 2022
- 『インド人の考え アジア農業の裏表』（ラム・スワルプ、鳳映社） 1958
- 『マラヤのジャングル 独立風雲録』（ハリー・ミラー、鳳映社） 1958
- 『男と女の関係 正しい性の理解』（R・マカンドリュー、鳳映社） 1958
- 『マット・グロッソ 大アマゾン奇談』（ピーター・フレミング、鳳映社） 1958
- 『世界の性風俗』（W・フィールディング、新流社、世界セクソロジー全集5） 1961
- 『既婚者の性感』（ロンバート・ケリー、新流社、世界セクソロジー全集6）  1961
- 『ソドムの百二十日』（マルキ・ド・サド、新流社、世界セクシー文学全集3） 1961
- 「アナンガ・ランガ」（新流社、世界セクシー文学全集 別巻3『薫園と愛壇』） 1961
- 『七つの海』（ピーター・フロイヘン、角川書店、角川新書） 1962
- 『人妻と四人の色男』（新流社） 1962
- 『双頭の鷲＝バートン夫妻』（レスリー・ブランチ、角川書店、世界の人間像11） 1963、のち筑摩書房、ノンフィクション全集18） 1973
- 『世界性語学事典』（訳著、白凰社） 1963
- 『死刑執行人の秘密』（H・ブリークレイ、桃源社） 1964、のち改題新版『死刑執行人 その陰惨な栄光』 1978
- 『東方旅行記』（ジョン・マンデヴィル、平凡社東洋文庫） 1964
- 『西洋古典好色文学入門』（F・C・フォルベルグ、桃源社） 1964、のち新版 1976
- 『古代ローマ風俗誌』（オットー・キーファー、桃源社） 1964、のち改題新版『古代・ローマ風俗文化史』 1978
- 『西洋拷問刑罰史』（ジョン・スウェイン、雄山閣出版） 1964、のち新版1976、1988、2004
- 『エジプトの生活 古代と近代の奇妙な混淆』（ウィリアム・レイン、桃源社） 1964、のち改題新版『エジプト風俗誌』 1977
- 『結婚と性生活』（ロンバート・ケリー, レンニー・マカンドリュ、新流社） 1965
- 『ドレイ商人冒険記』（M.カウリイ、桃源社、ポピュラー・ブックス）1965、のち改題新版『奴隷商人』 1979
- 『性の生理学 美と悪の淵をさぐる』（ケネス・ウォーカー、池田書店） 1965
- 『世界の海賊戦記』（P・ゴッス、徳間書店、平和新書）1965
- 『エロスの歴史 北欧編』全6巻（オーヴ・ブリュセンドルフ, ポール・ヘニングセン、宮西豊逸共訳、二見書房） 1967
- 『バートン版 カーマ・スートラ』（ヴァーツヤーヤナ、河出書房新社、人間の文学29） 1967、のち角川文庫 1971、のち角川ソフィア文庫 1997
- 『西トルキスタンへの旅』（ヘンリー・ランスデル、白水社、西域探検紀行全集3・4） 1968
- 『インド千夜一夜』（編訳、山王書房） 1968

### バートン版「千夜一夜」関係
- 『バートン版 千夜一夜物語』第1 - 5 （思索社） 1949 - 1950
- 『千夜一夜物語』全21巻（角川文庫） 1951 - 1956。改版 全12巻 1969 - 1970
- 『千夜一夜物語拾遺』第1 - 2　（角川文庫） 1957 - 1958
  - 『アラビアンナイト物語 千夜一夜物語拾遺』（角川文庫） 1965、新装復刊 1990
  - 『バートン版　アラビアンナイト　千夜一夜物語拾遺』角川ソフィア文庫 2013
- 『千夜一夜風流抄』（生活社、生活社選書） 1955
- 『千夜一夜の世界』（リチャード・F・バートン、桃源社） 1963、新版 1980
- 『バートン版 千夜一夜物語』全8巻（河出書房新社） 1967 - 1968、普及版 全10巻、新版 1974
  - 『千夜一夜物語　バートン版』全11巻 （ちくま文庫） 2003
- 『新千夜一夜物語』全2巻（バートン、桃源社） 1969